# Linia kolejowa nr 538
Linia kolejowa nr 538 – pierwszorzędna, zelektryfikowana, w większości dwutorowa linia kolejowa znaczenia państwowego łącząca rozjazd nr 145 z rozjazdem nr 154 na stacji Koluszki.
Linia została wybudowana w 1925 roku, a w 1955 roku została zelektryfikowana. Do modernizacji w 2008 roku linia nosiła nazwę Pękowice – Będzelin.